# Rabobank (wielerploeg)/1999
Deze pagina geeft een overzicht van de wielerploeg Rabobank in 1999.
- Ploegleiders: Theo de Rooij, Adri van Houwelingen, Joop Zoetemelk, Frans Maassen, Nico Verhoeven, Jan Raas.
- Fietsenmerk: Colnago

## Wielrenners
| Naam                | Geboortedatum | Nationaliteit | Ploeg 1998      |
| ------------------- | ------------- | ------------- | --------------- |
| Niki Aebersold      | 05-07-1972    | Zwitserland   | Post Swiss Team |
| Michael Boogerd     | 28-05-1972    | Nederland     |                 |
| Jan Boven           | 28-02-1972    | Nederland     |                 |
| Erik Dekker         | 21-08-1970    | Nederland     |                 |
| Maarten den Bakker  | 26-01-1969    | Nederland     |                 |
| Richard Groenendaal | 13-07-1971    | Nederland     |                 |
| Bram de Groot       | 18-12-1974    | Nederland     | Espoirs         |
| Bert Hiemstra       | 09-08-1973    | Nederland     |                 |
| Patrick Jonker      | 25-05-1969    | Nederland     |                 |
| Karsten Kroon       | 29-01-1976    | Nederland     | Espoirs         |
| Marc Lotz           | 19-10-1973    | Nederland     |                 |
| Robbie McEwen       | 24-06-1972    | Australië     |                 |
| Koos Moerenhout     | 05-11-1973    | Nederland     |                 |
| Grischa Niermann    | 03-11-1975    | Duitsland     | Olympia         |
| Sven Nys            | 17-06-1976    | België        |                 |
| Matthé Pronk        | 01-07-1974    | Nederland     | Espoirs         |
| Rolf Sørensen       | 20-04-1965    | Denemarken    |                 |
| Léon van Bon        | 28-01-1972    | Nederland     |                 |
| Adrie van der Poel  | 17-06-1959    | Nederland     |                 |
| Aart Vierhouten     | 19-03-1970    | Nederland     |                 |
| Marc Vlijm          | 22-09-1977    | Nederland     | Espoirs         |
| Marc Wauters        | 23-02-1969    | België        |                 |
| Beat Zberg          | 10-05-1971    | Zwitserland   |                 |
| Markus Zberg        | 27-06-1974    | Zwitserland   | Post Swiss Team |

## Belangrijkste overwinningen
- Amstel Gold Race - Michael Boogerd
- Eindklassement Parijs-Nice - Michael Boogerd
- 2e etappe Ronde van Nederland - Robbie McEwen
- 5e etappe Ronde van Nederland - Erik Dekker
- 20e etappe Tour de France - Robbie McEwen
- 1e etappe Ronde van Luxemburg - Marc Wauters
- 2e etappe Ronde van Luxemburg - Robbie McEwen
- 4e etappe Ronde van Luxemburg - Marc Wauters
- Eindklassement Ronde van Luxemburg - Marc Wauters
- GP Eddy Merckx - Marc Wauters
- Parijs-Tours - Marc Wauters
- 4e etappe Ronde van Oostenrijk - Markus Zberg
- Milaan-Turijn - Markus Zberg
- Ronde van Emilië - Michael Boogerd

Aebersold ·
den Bakker ·
van Bon ·
Boogerd ·
Boven ·
Dekker ·
Groenendaal ·
de Groot ·
Hiemstra · 
Jonker ·
Kroon ·
Lotz ·
McEwen ·
Moerenhout · 
Nys ·
van der Poel ·
Pronk ·
Sørensen ·
Vierhouten ·
Wauters ·
B. Zberg ·
M. Zberg ·
Vlijm (stagiair) 
Mannen: 1984 · 1985 · 1986 · 1987 · 1988 · 1989 · 1990 · 1991 · 1992 · 1993 · 1994 · 1995 · 1996 · 1997 · 1998 · 1999 · 2000 · 2001 · 2002 · 2003 · 2004 · 2005 · 2006 · 2007 · 2008 · 2009 · 2010 · 2011 · 2012 · 2013 · 2014 · 2015 · 2016 · 2017 · 2018 · 2019 · 2020 · 2021 · 2022 · 2023 · 2024 · 2025
Lijst van alle renners
Vrouwen: 2021 · 2022 · 2023 · 2024 · 2025